# Fredrik Lundgren (fotbollsspelare född 1993)
Fredrik Lundgren, född 8 juli 1993 i Växjö, är en svensk fotbollsspelare (mittback) som spelar för FC Trollhättan.

## Karriär
Lundgren inledde sin proffskarriär i Östers IF. Inför säsongen 2014 värvades han av Ängelholms FF. I november 2015 förlängde han sitt kontrakt i klubben med ett år.
Den 30 december 2016 sammankallande IFK Värnamo till presskonferens där Lundgren presenterades som nyförvärv. Han skrev på för 1+1 år.
I december 2017 skrev han på ett kontrakt på 2+1 år med Östers IF. I januari 2020 förlängde Lundgren sitt kontrakt med ett år och med option på ytterligare ett år. Han spelade 21 ligamatcher och gjorde två mål under säsongen 2020.
Lundgren lämnade Öster i februari 2021 och skrev på för Superettan-laget Norrby IF. Totalt spelade han 51 matcher för Norrby i Superettan. Säsongen 2022 blev Norrby nedflyttade från Superettan och efter säsongen lämnade han klubben.
Den 24 januari 2023 presenterades att Lundgren skrivit på ett tvåårskontrakt med GIF Sundsvall i Superettan. I januari 2024 skrev han på ett ettårskontrakt med FC Trollhättan.